# ツチガエル
ツチガエル（土蛙、学名：Glandirana rugosa）は、無尾目アカガエル科ツチガエル属に分類されるカエルの一種。日本では水辺で見られる。褐色で、イボに似た体表にちなんで、イボガエルという俗称もある。

## 分布
北海道西部から九州までと周囲の島に分布し、日本以外では朝鮮半島と中国に分布する。南西諸島や対馬などには生息していない。
伊豆諸島（伊豆大島、新島、三宅島）、北海道（南部から西部）、口之島（トカラ列島）では国内外来種である。北海道では1985年に札幌市南区藤の沢で初めて記録された後、長沼町や滝川市など道内各地での定着が確認された。道内の個体が在来種か外来種かについては長らく不明であったが、1970年代から1980年代にかけて本州産のコイの導入に紛れ込み、侵入したことが判明している。

### 新種の発見

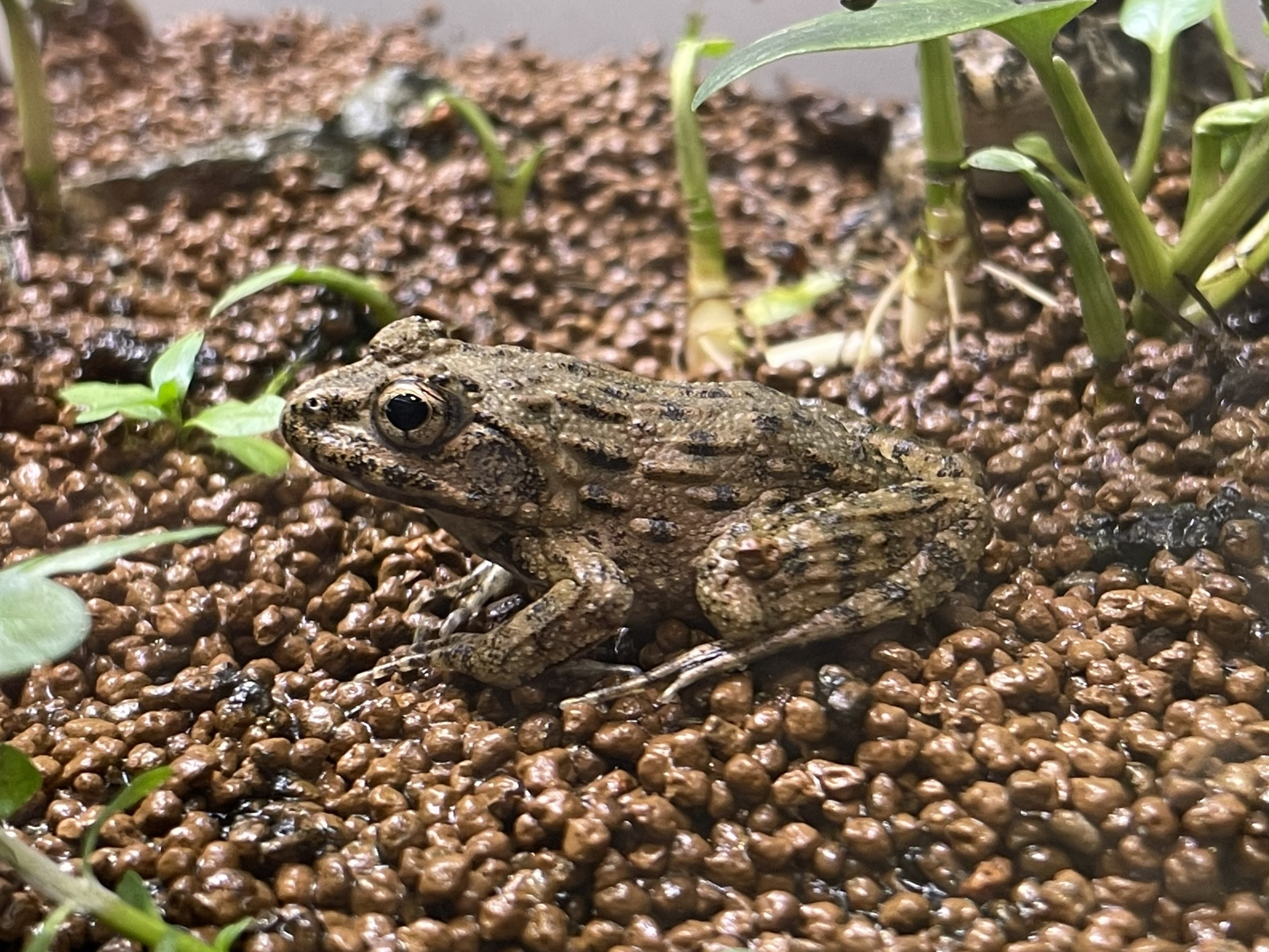
ムカシツチガエル

佐渡島を含む日本各地と朝鮮半島のツチガエルを形態やミトコンドリアDNAを分析したところ、日本の関東と東北地方の太平洋側に棲息するツチガエルは他とゲノム配列が異なることが判明し、ムカシツチガエル（Glandirana reliquia）と2022年に命名された。

## 形態
体長は3センチメートルから5センチメートルほどで、メスの方がオスより大きい。背中側は灰褐色や黒褐色のまだら模様で、背中の中央に白い背中線がある個体もいる。背中には大小のイボ状突起が多々並び、腹は薄褐色をしている。
ヌマガエルによく似ているが、背中のイボ状突起が大きいこと、腹が白くないこと、体臭が異なることなどで区別できる。

## 生態
水田や湿地、池、山地の渓流から河口域まで、淡水域に幅広く生息する。ただし、水辺からあまり離れず、すぐに水に飛び込める位置にいることが多い。
ヌマガエルと同様に地上にて生活し、おもに小さな昆虫類を捕食する。5月から9月にかけて繁殖期を迎え、オスが鳴いてメスを誘うが、鳴き声はヌマガエルやニホンアマガエルに比べるとかなり低い小声で、「ギュー・ギュー…」と聞こえる。卵は数十個ずつの卵塊で産卵される。
ふつうのカエルは、秋までに幼生（オタマジャクシ）が変態してカエルの姿になるが、ツチガエルは幼生の一部が越冬する。越冬した幼生は大型になり、尾まで含めた全長が8センチメートルに達する個体もいる。
20世紀後半までは各地の水田でよく見られたが、冬に水を抜いてしまう乾田の増加とともに水田から姿を消している。